# Gráficos estatísticos
Gráficos estatísticos são gráficos no domínio usados para visualizar dados

## Visão geral
Considerando-se que os procedimentos estatísticos e de análise de dados geralmente produzem uma resposta numérica ou tabular, técnicas gráficas permitem que tais resultados sejam exibidos em algum tipo de forma visual. Eles incluem gráficos, tais como gráficos de dispersão, histogramas, gráficos de probabilidade, gráficos de resíduos, boxplots e biplots.
Análise exploratória de dados (AED) depende fortemente de tais técnicas. Elas também podem fornecer compreensão sobre um conjunto de dados para ajudar com o teste de hipóteses, seleção de modelo, estimador de seleção, relação de identificação e detecção de outliers. Além disso, a escolha apropriada de gráficos estatísticos pode fornecer meios convincentes de comunicar a mensagem principal que está presente nos dados para outras pessoas.
Métodos estatísticos gráficos têm quatro objetivos:
- Explorar o conteúdo de um conjunto de dados;
- Encontrar estrutura nos dados;
- Verificar hipóteses em modelos estatísticos;
- Comunicar os resultados de uma análise.

Se não forem usados gráficos estatísticos, o analista poderá estar perdendo compreensão de um ou mais aspectos da estrutura fundamental dos dados.

## História
Gráficos estatísticos têm sido fundamentais para o desenvolvimento da ciência e data desde as primeiras tentativas de se analisar dados. Muitas formas familiares, incluindo gráficos bivariados, mapas coropléticos, gráficos de barras e papel milimetrado foram usadas no século XVIII. Gráficos estatísticos foram desenvolvidos através da preocupação com quatro problemas:
- Organização espacial no século XVII e XVIII;
- Comparação discreta no século XVIII e início do século XIX;
- Distribuição contínua no século XIX;
- Distribuição multivariada e correlação no final do século XIX e século XX.

Desde a década de 1970 gráficos estatísticos foram reemergindo como uma importante ferramenta analítica com a revitalização da computação gráfica e tecnologias relacionadas.

## Exemplos

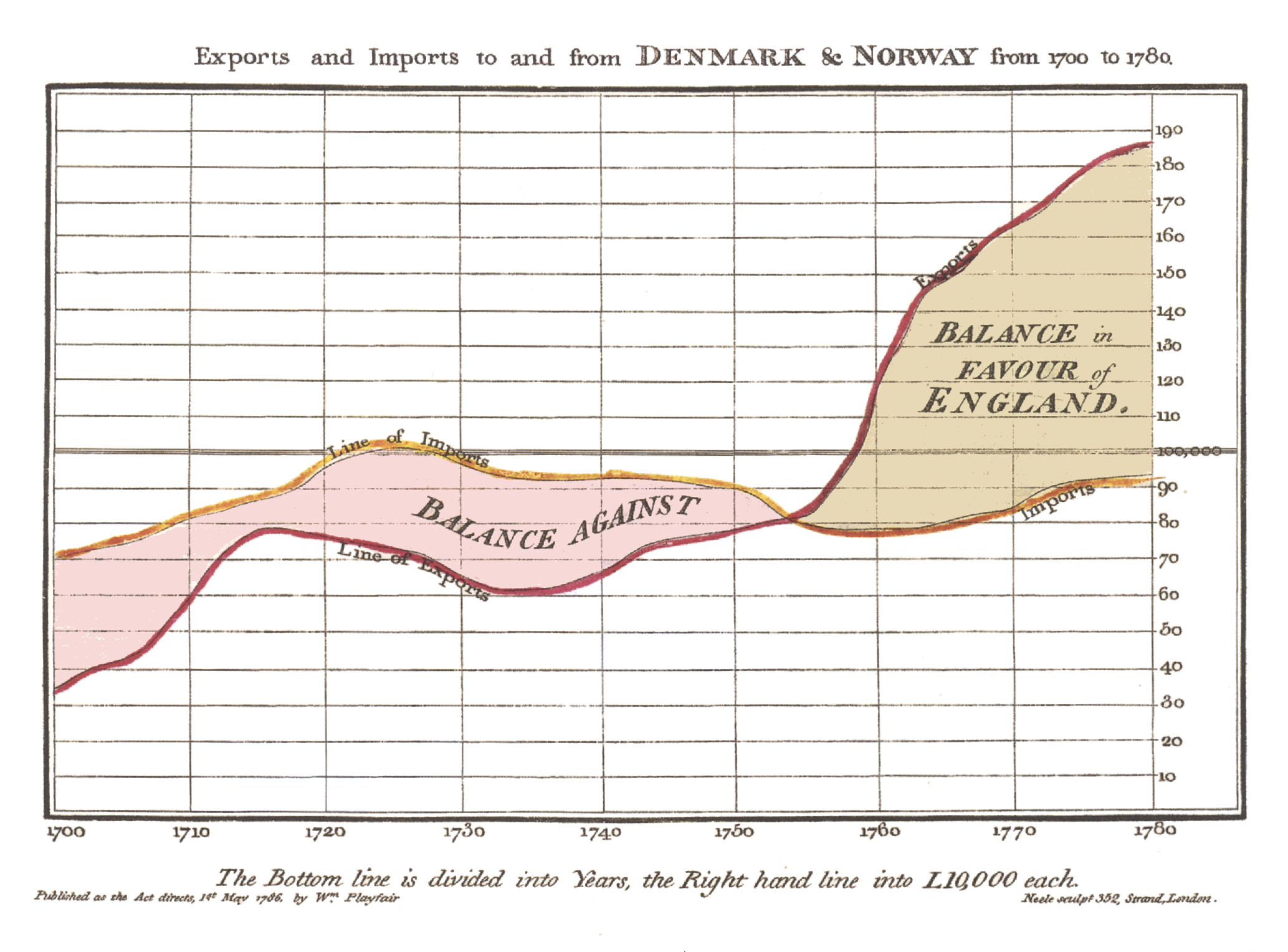
Gráfico temporal de equilíbrio de comércio de William Playfair, publicado em seu Commercial and Political Atlas, 1786.

Mapa de pontos de Cólera de John Snow, 1854.

Gráficos famosos foram desenhados por:
- William Playfair, que produziu o que poderia ser chamado de primeiros gráficos de linha, de barra, de pizza e de área. Por exemplo, em 1786, ele publicou o conhecido diagrama que retrata a evolução das importações e exportações da Inglaterra;[4]
- Florence Nightingale, que usou gráficos estatísticos para convencer o Governo Britânico a melhorar a higiene do exército;[5]
- John Snow, que plotou mortes por cólera em Londres em 1854 para detectar a origem da doença;[6]
- Charles Joseph Minard, que projetou um grande portfólio de mapas dos quais um representando a campanha de Napoleão na Rússia é o mais conhecido.[7]